# Joaquim Fiol

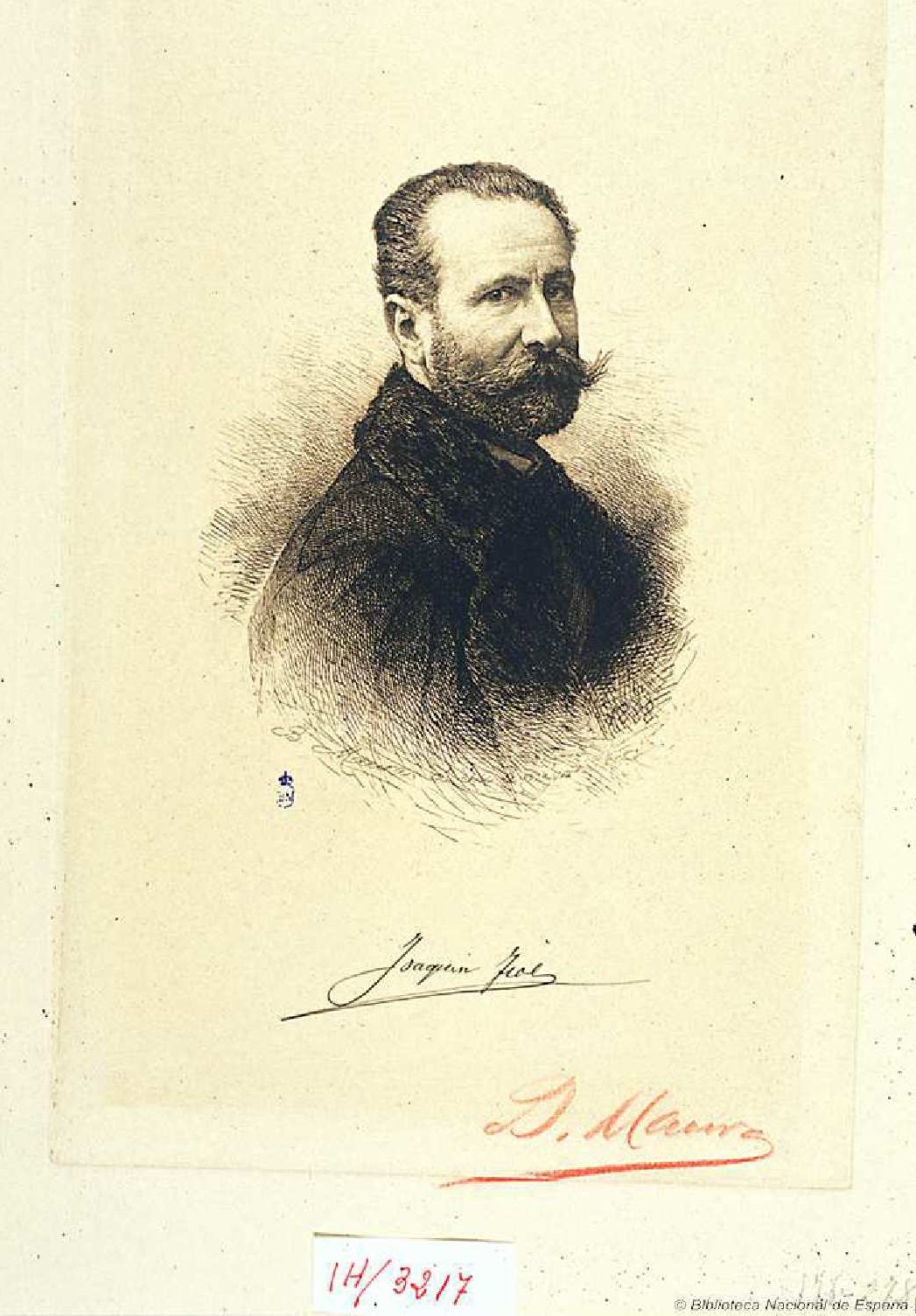
Bartolomé Maura y Montaner: Retrato de Joaquín Fiol, 1888, aguafuerte, Biblioteca Nacional de España.

Joaquim Fiol i Pujol o Joaquín Fiol (Palma de Mallorca, 1831 - id., 1895) fue un abogado, periodista y político español. 

## Biografía
En 1855 fundó el diario de ideología republicana El Iris del Pueblo, y en 1863 colaboró en el Ateneo Balear. Participó activamente en la erradicación de la epidemia de cólera que asoló Palma en 1865, y merced a su amistad con Emilio Castelar participó en la Junta de Gobierno de Baleares que dirigió las islas durante la revolución de 1868. Cuando ésta triunfó, fue nombrado cónsul de España en Alejandría (1868-1870) y gobernador civil de la provincia de Almería en 1870. Participó en diversas asociaciones científicas. Líder en la isla de Mallorca del Partido Demócrata Posibilista, fue diputado por el distrito electoral de Palma en las elecciones generales de abril de 1872, agosto de 1872, 1881 y 1886. Entre diciembre de 1872 y febrero de 1873 desempeñó el cargo de gobernador civil de Madrid.

## Obras
- Poesies (1868)
- Una preocupació mallorquina (1877) sobre los chuetas.